# Andrzej Gałażewski
Andrzej Józef Gałażewski (Cracóvia, 20 de Abril de 1944) é um político da Polónia. Ele foi eleito para a Sejm em 25 de Setembro de 2005 com 9524 votos em 29 no distrito de Gliwice, candidato pelas listas do partido Platforma Obywatelska.
Ele também foi membro da Sejm 2001-2005.